# Castello Franceschelli
Il castello dei Baroni Franceschelli è sito a Montazzoli in provincia di Chieti

## Storia

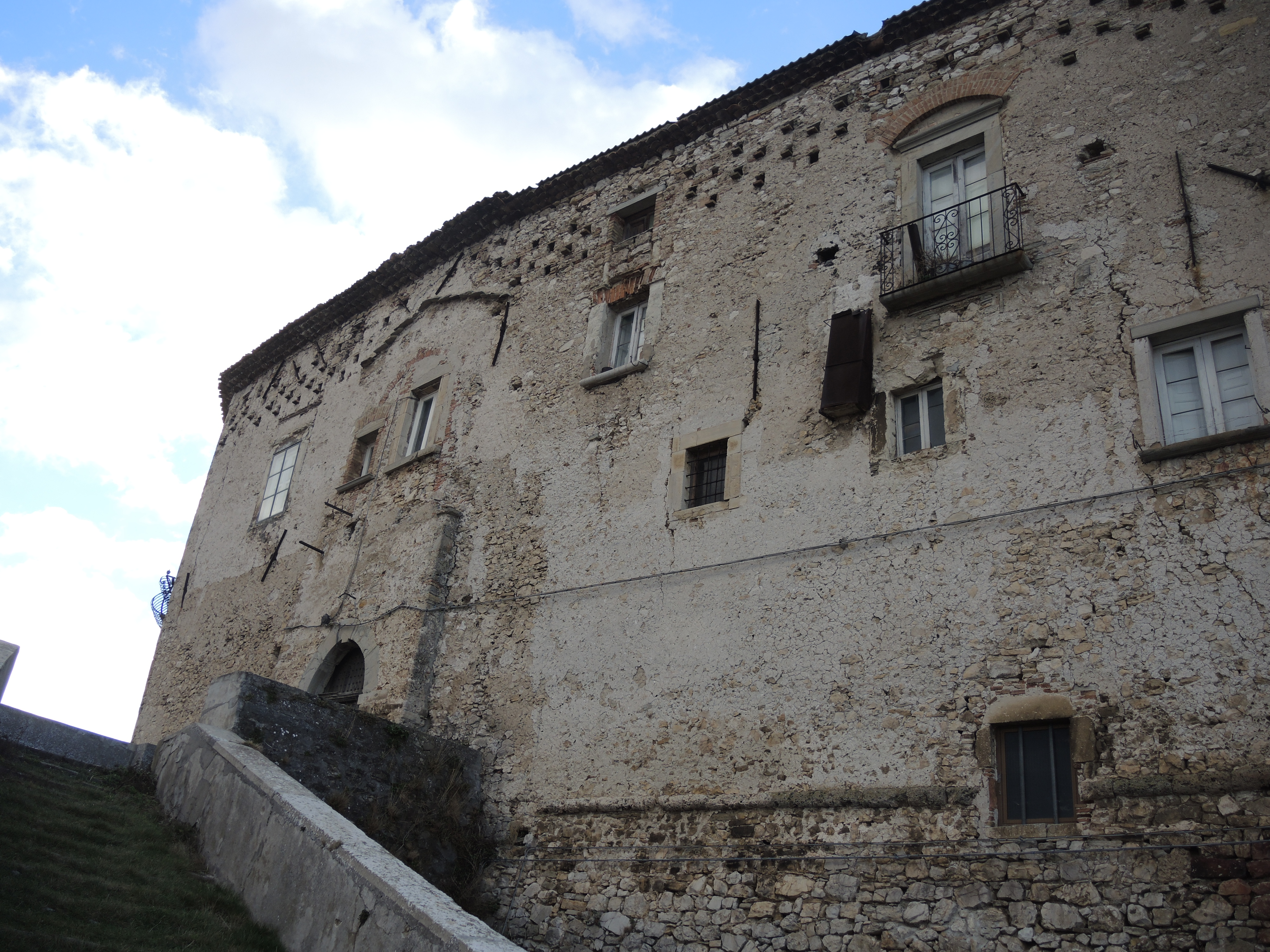
Facciata

Il nome del castello trae origine dalla nobile famiglia che ne ha avuto il possesso (assieme al dominio sull'intero feudo di Montazzoli, costituito da migliaia di ettari di terreno, fabbricati, armenti ed altro) dal 1686 in poi, cioè la famiglia dei Baroni Franceschelli.

## Architettura
Alcuni studiosi ritengono che il castello abbia avuto origine da una torre quadrangolare posta nel lato nord presso il cortile interno che controllava la parte più a nord del Colle Ripa. Una corte esterna posta ad est constava di mulino, frantoio e magazzini. L'accesso al castello è possibile tramite due strade che terminano nella corte esterna. La strada più antica è quella sita presso le antiche fabbriche e magazzini, strada oggi non più praticabile, l'altra strada, trattasi di percorso carrozzabile e raggiungibile da sud tramite un ponte levatoio che serve una gradinata ciottolata che immette su di un piano con un panorama.
La facciata nord è stata ricostruita dopo il terremoto del 1907, facciata di cui rimane un basamento contraffortato e una piccola porzione angolare. Attraverso un portale in arenaria e calcare si entra in un cortile interno coperto da una volta a botte con lunette in cui vi è conservata la trave che metteva in funzione il ponte levatoio. Dal cortile interno si può entrare in alcuni appartamenti, anticamente adibiti a stalle ed alloggi per la servitù e resi abitabili dagli ultimi eredi dei suoi feudatari ossia i Franceschelli nel 1920, alle cantine ed alle ex carceri su cui vi è un blocco in arenaria con la scritta "Nolite Nocere" che significa "Non fate del male". Dal cortile vi è una rampa che mette nel quarto nobile divisi in più appartamenti privati e solo uno di essi abitati dai discendenti dei feudatari. L'attuale conformazione è dovuta al XVI-XVII secolo.
Prima dell'arrivo dei Baroni Franceschelli nel castello nel 1686 si avvicendarono nello stesso i di Sangro ed i Gizzi. Il cortile, di forma irregolare adattata alla conformazione del terreno ha visto chiudersi tutt'intorno il castello nelle varie modifiche avvenute nel corso del tempo. La visita al castello è fruibile, tramite permesso dei proprietari, solo in alcuni periodi dell'anno, per lo più in estate.